# وب معنایی

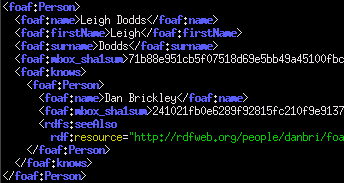
کدهای استفاده شده در وبسایت

وب معنایی یک جنبش مشترک است که توسط w3c رهبری می‌شود که فرمت‌های رایج داده را روی شبکه گسترده جهانی ترویج می‌کند. با تشویق به گنجاندن محتوای معنایی در صفحات وب، وب معنایی به تبدیل شدن وب حاضر مشتمل بر اسناد ساختار نایافته به یک «وبی از داده‌ها» کمک می‌کند. این در چارچوب شرح منابع (RDF) از w3c ساخته می‌شود.
بنابر w3c، «وب معنایی یک چارچوب مشترک فراهم می‌آورد که اجازه می‌دهد داده‌ها به اشتراک گذاشته شوند و در سراسر مرزهای کاربردی، اقتصادی و اجتماعی دوباره استفاده شوند.»
این واژه توسط تیم برنرزلی، مخترع وب گسترده جهانی و گرداننده w3c، ابداع شد که هم‌اکنون بر توسعه استانداردهای مطرح شده وب معنایی نظارت دارد. او وب معنایی را این گونه معنی کرد که «تارنمایی از داده که می‌تواند مستقیم و غیر مستقیم توسط ماشین مورد پردازش قرار بگیرد.»
درحالی که منتقدان پرسش‌هایی دربارهٔ امکان‌پذیر بودن آن دارند، طرفداران استدلال می‌کنند که برنامه‌های کاربردی در صنعت، زیست‌شناسی و تحقیقات علوم انسانی، در حال حاضر، اعتبار مفهوم اصلی را ثابت کرده‌است.

## تعریف
ساده‌ترین تعریف برای وب معنایی این است که محتوا و اسناد وب دارای ساختار شوند و این ساختار برای جستجوگرهای اطلاعات قابل درک باشد به‌طور مثال اگر شما در مورد نحوهٔ پخت یک غذا سرچ کردید به‌جای اینکه مرورگر چندین لینک از صفحات مختلف به شما نشان بدهد، مستقیماً دستور پخت آن غذا را باتوجه به اطلاعاتی که از شما به‌دست آورده‌است نمایش دهد.
وب معنایی را می‌شود فضایی جهانی از جنس محاسبات هوشمند ماشینی تصوّر کرد که در آن تمامی کتاب‌ها، کتاب‌خانه‌ها، دانشها، دانش‌نامه‌ها و دانشگاه‌ها یا پایگاه‌های دانش (Knowledge bases) به صورتی معنی‌گرا و با توانایی درک مفهومی همدیگر در کنار هم قرار خواهند گرفت. آقای Tim Berners-Lee آینده وب را به صورتی بیان کرده که برخلاف وب کنونی فقط توسط انسان‌ها قابل فهم نباشد بلکه توسط ماشین‌ها نیز قابل درک و پردازش است. در زیر سه تعریف مختلف از وب معنایی ارائه شده‌است:
- پروژه‌ای با هدف ایجاد رسانه‌ای جهانی برای رد و بدل کردن اطلاعات به صورتی که برای کامپیوتر قابل فهم و پردازش باشد.
- وب معنایی، شبکه‌ای از اطلاعات در مقیاس جهانی است به نحوی که پردازش آن‌ها توسط ماشین‌ها به سادگی امکان‌پذیر است.
- وب معنایی شامل داده‌های هوشمند وب است که توسط ماشین‌ها قابل پردازش است.

هر چند نزدیکی به تحقّقّ ایجاد چنان فضایی محتاج پیشرفت‌هایی جدید و کلّی‌نگرانه در بسیاری از زمینه‌های مهندسی، ریاضی، هوش مصنوعی، و به ویژه در زبان‌شناسی، فلسفه، و بسیاری از معارف دیگر انسانی خواهد بود، گام‌های اوّلیّه در این سمت برداشته شده‌است.

## نیاز کنونی دنیای IT به وب معنایی
در حقیقت نیاز کنونی دنیای IT را با دو مثال می‌توانیم مشخص کنیم مثال اول: شما می‌توانید در سایت گوگل لغت شبکه را جستجو کنید جوابی که گوگل به شما می‌دهد به ترتیب شامل مواردی مثل شبکه هتل‌های ایران شرکت خدمات میزبانی سایت، شبکه کارمندان ایرانی کانادایی شبکه مدرسه سازمان بورس اوراق بهادار و … است که در این جستجو از ۱۷۸٬۰۰۰٬۰۰۰ پاسخ گوگل، بیشتر آن‌ها به درد شما نمی‌خورد از سوی دیگر مواردی که ذکر کردم همگی از جمله مواردی هستند که در صفحه اول پاسخ جستجو دیده می‌شود. مثال دوم: من به دنبال شرکتی می‌گردم که خدمات میزبانی سایت ارائه کند پس در گوگل جستجو می‌کنم خدمات میزبانی سایت و ۲۳۶۰۰۰۰۰ پاسخ دریافت می‌کنم که به‌طور قطع زمان ندارم همه آن‌ها را چک کنم از سوی دیگر می‌دانم که می‌خواهم سرور دارای SQL server باشم نیازمند پشتیبانی ۲۴ ساعته هستم پس این بار جستجو می‌کنم خدمات میزبانی سایت سرور کانادا ارزان پشتیبانی ۲۴ ساعته SQL server و گوگل جوابی ندارد حال اگر من بخواهم علاوه بر موارد فوق میزبان سایت امکان پشتیبانی از پنج زیر دامنه حجم انتقال اطلاعات بیشتر از بیست گیگابایت ارائه تعداد نامحدود آدرس ایمیل و … را داشته باشد چگونه می‌توانم جواب خود را پیدا کنم؟ در حقیقت نیاز دنیای IT اول، دسته‌بندی درست اطلاعات و دوم همگن کردن اطلاعات مربوط به هم و ارائه درست این اطلاعات به کاربر بر اساس نیاز او است.

## تاریخچه
مفهوم مدل شبکه معنایی در اوایل دهه شصت توسط دانشمند شناختی Allan M.Collins، زبان‌شناس M. Ross Quillian و روان‌شناس Elizabeth F.Loftus در نشریات مختلف به عنوان یک فرم برای نمایش دادن دانش ساخت یافته معنایی، ابداع شد. قراردادن ابردادهٔ قابل خواندن توسط ماشین دربارهٔ صفحات و چگونگی ارتباط آن‌ها با یکدیگر، فعال کردن عامل‌های خودکارشده برای دسترسی هوشمندانه تر وب و انجام وظایف از طرف کاربران موجب گسترش یافتن شبکهٔ صفحات وب ابرپیوند شده گردید که پیش از آن تنها توسط انسان قابل خواندن بود.
خیلی از فناوری‌هایی که توسط w3c مطرح شده‌است قبل از این که زیر چتر w3c قرار بگیرند، وجود داشته‌اند. این‌ها در زمینه‌های مختلف استفاده شده‌ است، به خصوص برخورد با اطلاعاتی است که شامل یک دامنه محدود و تعریف شده‌است، و جایی که داده به اشتراک گذاشته شده یک نیاز مشترک است، مانند تحقیقات علمی یا داده‌های تبدیل شده مابین کسب و کارها. به علاوه، فناوری‌هایی با هدف مشترک، مانند microformatها، ظهور کرده‌اند.

## هدف
اصلی‌ترین هدف وب معنایی قادر ساختن کاربران برای پیدا کردن، اشتراک گذاشتن و راحت‌تر ترکیب کردن اطلاعات جهت تکامل بخشیدن وب حاضر است. انسان‌ها توانایی استفاده از وب را برای پیش بردن وظایفی مانند پیدا کردن معادل ایرلندی کلمه «پوشه»، رزرو کردن یک کتاب از کتابخانه و جستجو برای پایین‌ترین قیمت یک DVD را دارند. به هرحال، ماشین‌ها نمی‌توانند تمام این وظایف را بدون دستورالعمل انسان انجام دهند، چرا که صفحات وب طوری طراحی شده‌اند که توسط مردم خوانده شود، نه ماشین‌ها. وب معنایی یک چشم‌انداز از اطلاعات است که می‌تواند به آسانی توسط ماشین تفسیر شود، بنابرین ماشین‌ها می‌توانند بسیاری از کارهای خسته‌کننده شامل پیدا کردن، ترکیب کردن و اقدام بر اساس اطلاعات بر روی وب را انجام دهند.
وب معنایی، همان‌طور که در ابتدا پیش‌بینی می‌شد، سیستمی است که ماشین‌ها را به کار می‌اندازد که «بفهمند» و به درخواست‌های پیچیده انسان براساس معنای آن‌ها پاسخ دهند. چنین «فهمیدن» مستلزم آن است که منابع اطلاعاتی مربوطِ به‌طور معنایی ساختار یافته شوند، یک کار چالش‌برانگیز.
تیم برنز لی در ابتدا چشم‌انداز وب معنایی را این گونه توصیف کرد:
وب معنایی به عنوان یک جمع‌کننده بین تمام محتوی مختلف، سیستم‌ها و برنامه‌های کاربردی اطلاعاتی در نظر گرفته شده‌است. برنامه‌های کاربردی در زمینه نشر، وبلاگ‌نویسی و خیلی سطوح دیگر وجود دارد.
معمولاً واژه‌های معناشناسی، ابرداده، هستی‌شناسی و وب معنایی متناقض استفاده می‌شوند. به‌طور خاص، این واژه‌ها به عنوان کلمات فنی هر روز توسط محققین و پزشکان، جهت پوشش یک گستره وسیعی از زمینه‌های مختلف فناوری، مفاهیم و سطوح برنامه‌های کاربردی استفاده می‌شوند. به علاوه، با توجه به وضعیت فعلی، نسبت به فعال کردن فناوری‌هایی که برای تحقق وب معنایی پیش‌بینی می‌شد، سردرگمی وجود دارد. در یک مقاله که توسط Greber,Barnard, Van der Merwe ارائه شد، چشم‌انداز وب معنایی جدول‌بندی شده و خلاصه‌ای از واژگان و فناوری‌های راه انداز ارائه شده‌است. مدل معماری مطرح شده توسط تیم برنزلی به عنوان مبنایی که مدل وضعیت فناوری‌های حال حاضر و در حال ظهور را ارائه می‌کند، استفاده می‌شود.

## محدودیت‌های HTML
بسیاری از فایل‌های روی یک کامپیوتر معمولی را می‌توان آزادانه به اسناد قابل خواندن توسط انسان و داده‌های قابل خواندن برای ماشین تقسیم کرد. اسناد مثل پیام نامه‌ها، گزارش‌ها و بروشورها توسط انسان خوانده می‌شود. داده، مثل تقویم، دفترچه آدرس، لیست پخش و صفحات گسترده از یک برنامه کاربردی برای نمایش، جستجو و ترکیب در حالات مختلف استفاده می‌کنند.
در حال حاضر، تارنمای گسترده جهانی عمدتاً بر مبنای اسنادی است که با HTML نوشته شده‌است، یک استاندارد نشانه‌گذاری که برای کدینگ مجموعه‌ای از متن در خلال عناصر چند رسانه‌ای مانند تصاویر و فرم‌های تعاملی استفاده شده‌است. تگ‌های ابر داده روشی را فراهم می‌آورد که هر کامپیوتر می‌تواند محتوی صفحات وب را دسته‌بندی کند. برای مثال:
```
<
meta
 
name
=
"keywords"
 
content
=
"computing, computer studies, computer"
>

<
meta
 
name
=
"description"
 
content
=
"Cheap widgets for sale"
>

<
meta
 
name
=
"author"
 
content
=
"John Doe"
>

```

با HTML و ابزاری برای نمایش خروجی آن (مثل مرورگرهای وب) هرکسی می‌تواند صفحه‌ای برای لیست کردن مواردی برای فروش، بسازد و نمایش دهد. HTML این صفحه کاتالوگ می‌تواند اظهاراتی از قبیل "عنوان این سند سوپرمارکت ویجت است" را به ما بدهد، اما این ظرفیت در HTML نیست که واضح اظهار کند که مثلاً کالا شماره X586172 یک Acme Gizmo است با قیمت خرده فروشی €۱۹۹، یا این که یک کالای برای مصرف‌کننده است. بلکه، HTML می‌تواند تنها بگوید که محدوده متن "X586172" چیزی است که باید نزدیک Acme" Gizmo" و "€۱۹۹" قرار می‌گیرد. هیچ راهی وجود ندارد که بگوید "این یک کاتالوگ است" یا حتی تصدیق کردن این که "Acme Gizmo" بخشی از عنوان است یا "€۱۹۹" یک قیمت است. همچنین هیچ راهی وجود ندارد که توصیف کند این تکه‌های از اطلاعات کنار هم قرار گرفته‌اند تا یک مورد را جدا از موارد دیگری که احتمالاً در صفحه قرار دارند، توصیف کند.
HTML معنایی اشاره به عمل HTML سنتی در قصد نشانه گذاری‌ها دارد به جای این که مستقیماً جزئیات چینش را مشخص کند. برای مثال کاربرد <em> برای نشان دادن «تأکید» است، بیشتر از <i> که ایتالیک شدن را مشخص می‌کند. جزئیات چینش در ترکیب با CSSها در سمت مرورگر است. اما این عمل برای مشخص کردن معانی عناصر مثل موارد فروش و قیمت ناکارآمد است.
Microformatها تلاش‌های غیررسمی گسترش تگ‌های HTML را برای ایجاد نشانه‌گذاری معنایی قابل خواندن برای ماشین دربارهٔ عناصری مثل فروشگاه‌های خرده فروشی و موارد برای فروش را نشان می‌دهد.

## راهکارهای وب معنایی
وب معنایی راه کارهای اضافه تری دارد که شامل نشر زبان‌هایی که مختص داده طراحی شده‌اند، مثل چهارچوب شرح منابع(RDF)، زبان هستی‌شناسی وب(OWL) و زبان نشانه‌گذاری توسعه پذیر(XML)، می‌شود. HTML اسناد و پیوندهای بین آن‌ها را توصیف می‌کند. RDF,OWL وXML، با تضاد، می‌توانند اشیا دلخواه را از قبیل مردم، دیدارها یا قطعات هواپیما توصیف کنند.
این فناوری‌ها به منظور فراهم آوردن شرحی که محتوی اسناد وب را تکمیل یا جایگزین کند، ترکیب شده‌اند. بنابرین، محتوی ممکن است به عنوان داده‌های توصیفی ذخیره شده در پایگاه داده‌های قابل دسترس وب، یا نشانه‌گذاری در بین اسناد بروز کند (خصوصاً، در HTML توسعه پذیر(XHTML) با XML پراکنده، یا اغلب مواقع خالص در XML، با چینش یا). توضیحات قابل خواندن برای ماشین، مدیران محتوی را به کار می‌اندازند تا معنی به محتوی اضافه کنند که توصیف کند ساختار دانشی که ما دربارهٔ محتوی داریم. در همین راستا، یک ماشین می‌تواند خودش دانش را، به جای متن، با استفاده از پردازشی شبیه به استنتاج و استقرا انسان پردازش کند، در نتیجه نتایج معنی دار بیشتری به دست می‌آورد و به کامپیوترها برای اجرا خودکار جمع‌آوری اطلاعات و پژوهش کمک می‌کند.
یک مثال از یک تگ که می‌تواند در یک صفحه وب غیر معنایی استفاده شود:
```
<item>
cat
</item>

```

همین اطلاعات در یک صفحه وب معنایی ممکن است به این شکل باشد:
```
<item
 
rdf:about=
"http://dbpedia.org/resource/Cat"
>
Cat
</item>

```

تیم برنز لی شبکه حاصل از داده‌های پیوند داده شده را، در تضاد با تارنمای گسترده جهانی بر پایه HTML، نمودار عظیم جهانی می‌نامد. برنز لی فرض کرد که اگر گذشته اسناد به اشتراک گذاشته می‌شدند، در آینده داده‌ها به اشتراک گذاشته می‌شوند. جواب او به این سؤال که "چگونه؟"، سه دستورالعمل به همراه داشت. اول، یک URL باید به داده اشاره داشته باشد. دوم، هرکسی که به URL دسترسی پیدا کرد باید داده را برگرداند. سوم، روابط در داده باید به URLهای اضافی به همراه داده اشاره داشته باشد.

## وب ۳
تیم برنز لی وب معنایی را جزئی از وب ۳ توصیف کرد.
"وب معنایی" گاهی هم‌معنی "وب۳" به کار می‌رود، در حالی که هر کدام معانی متفاوتی دارند.

## مثال‌ها
وقتی ما دربارهٔ وب معنایی حرف می‌زنیم، ما دربارهٔ بسیاری از «چگونه» هایی صحبت می‌کنیم که معمولاً دور از فهم اند چراکه مردم نسبت به مفاهیم مورد نیاز زبان‌شناسی بی‌توجه‌اند. بنابرین، ما ترجیح می‌دهیم چگونگی ظهور وب معنایی در آینده را تصور کنیم.

### ابر-ویکی
سایت‌های از نوع ویکی روبه رشدند. مدیران آن‌ها و عناصر آن‌ها می‌تواند بسیار متنوع باشد. این ویکی‌ها بسیار بسیار تخصصی شده‌اند. اما بسیاری از ویکی‌ها موتورهای جستجو را از لحاظ شاخص‌گذاری آن‌ها محدود می‌کنند زیرا این موتورهای جستجو کارآمدی ویکی‌ها را کاهش می‌دهد و صفحاتی که منسوخ شده‌اند را نگه می‌دارند، به بیانی، خارج از ویکی (به روزرسانی دائم). ابر موتورهای جستجو قصد دارند نتایج به‌دست آمده از درخواست‌های انحصاری از هرکدام از این ویکی‌ها را جمع کنند. ویکی سوله‌ای از داده دردسترس برای همفکری توسط مردم و ماشین‌ها شده‌است.

## چالش‌ها
برخی از چالش‌های وب معنایی شامل وسعت، ابهام، تردید، تناقض و فریب. سیستم‌های استدلال‌کننده خودکار مجبور خواهد بود با تمام این مسائل مقابله کند به جای این که وعده وب معنایی را ارئه دهد.
- وسعت: تارنمای گسترده جهانی شامل میلیاردها صفحه شده‌است. SNOMED CT هستی‌شناسی واژه‌شناسی پزشکی به تنهایی شامل ۳۷۰٬۰۰۰ نام کلاس است و فناوری موجود هنوز قادر نبوده‌است که واژهای تکراری از جهت معنا را ازبین ببرد. هر سیستم استدلال‌کننده خودکاری مجبور است با ورودی‌های واقعاً بزرگ مقابله کند.
- ابهام: وجوه مبهمی مانند «جوان» و «بلند» وجود دارد. این ناشی می‌شود از ابهام درخواست کاربران، از وجوه ارائه شده توسط گردآورندگان محتوی، از انطباق واژه‌های درخواست با واژه‌های گردآورندگان و از تلاش برای ترکیب مبانی دانش‌های مختلف با وجوه مشترک ولی جنبه‌های متفاوت. منطق فازی رایج‌ترین تکنیک برای مقابله با ابهام است.
- عدم قطعیت: وجوه دقیقی با ارزش‌های مشکوک وجود دارد. برای مثال، یک بیمار ممکن است مجموعه‌ای از علائم را که هرکدام متناظر با تشخیص مشخص و احتمال متفاوت باشد، را ارائه کند. روش‌های استدلال احتمالاتی به‌طور کلی کار برای رسیدگی به عدم قطعیت است.
- تناقض: تناقضات منطقی ای وجود دارد که به ناچار در طول توسعه هستی‌شناسی بزرگ، و زمانی که هستی‌شناسی‌ها از منابع جدا با هم ترکیب شده‌اند، به وجود خواهد آمد. استدلال استقرایی یا قیاسی با شکست روبروست وقتی با تناقض مواجه است، زیرا «هر چیزی به دنبال یک تناقض» است. استدلال فسخ کردنی و استدلال paraconsistent، دو روش است که می‌تواند برای مقابله با تناقض به کار رود.
- فریب: زمانی رخ می‌دهد که تهیه‌کننده اطلاعات عمداً مصرف‌کننده اطلاعات را گمراه کند. تکنیک‌های رمز نگاری در حال حاضر برای کاهش این تهدید مورد استفاده قرار می‌گیرند.

این لیست چالش‌ها بیش از این که کامل باشد، روشنگر است و روی چالش‌های لایه‌های «منطق وحدت» و «برهان» از وب معنایی، تمرکز دارد. گزارش آخر گروه رشد برای استدلال عدم قطعیت W3C، تمام این مشکلات را تحت عنوان «عدم قطعیت» جمع کرد. خیلی از تکنیک‌های ذکر شده در اینجا الحاقاتی نیاز خواهند داشت به زبان هستی‌شناسی وب مثلاً برای حاشیه‌نویسی احتمالات شرطی. این منطقه از پژوهش فعال است.

## استانداردها
استانداردسازی وب معنایی در وب۳ تحت پوشش W3C می‌باشد.

### اجزا
واژه «وب معنایی» معمولاً استفاده می‌شود برای اشاره به فرمت‌ها و فناوری‌هایی که آن را به کار می‌اندازند. جمع‌آوری، ساختاربندی و بازیابی داده‌های پیوندشده با فناوری‌ها یی که یک توضیح رسمی از وجوه، واژه‌ها و روابط در خلال یک دامنه دانش داده شده فراهم می‌آورد. این فناوری‌ها طبق استانداردهای W3C مشخص شده‌اند و شامل این موارد می‌شود:
- چارچوب تشریح منابع (RDF) یک روش عمومی برای توصیف اطلاعات
- شمای RDF (RDFS)
- سیستم سازمانی دانش ساده (SKOS)
- SPARQL یک زبان پرس و جوی RDF
- نشان گذاری3 (N3)، طراحی شده با توانایی خواندن انسان در ذهن
- N-Triples، فرمتی برای ذخیره کردن و انتقال داده
- لاک‌پشت[سه تایی] (زبان RDF سه مختصر و مفید)
- زبان هستی‌شناسی وب(OWL)، یک خانواده از زبان‌های ارائه دانش

پشته وب معنایی روشنگر معماری وب معنایی است. توابع و روابط اجزا می‌تواند به صورت زیر خلاصه شود:
- XML یک گرامر عنصری برای ساختار محتوی داخل اسناد فراهم می‌آورد.XML در حال حاضر یکی از اجزا لازم فناوری‌های وب معنایی در خیلی از موارد نیست، به عنوان جایگزین گرانرهای موجود، از قبیل لاک‌پشت. لاک‌پشت یک استاندارد بالفعل است اما از طریق یک فرایند استاندارد رسمی نبوده‌است.
- شمای XML یک زبان برای فراهم آوردن و محدود کردن ساختار و محتوی عناصری است که در اسناد XML وجود دارند.
- RDF یک زبان ساده برای توصیف مدل‌های داده‌است که به اشیا ("منابع") و روابطشان اشاره دارد. یک مدل برپایه RDFمی‌تواند در گرامرهای مختلفی ارائه شود، مثل RDF/XML,N3، لاک‌پشت و RDFa. RDF یک استاندارد پایه‌ای از وب معنایی است.
- شما RDF, RDF را توسعه داده‌است و یک لغت برای توصیف ویژگی‌ها و کلاس‌های منابع بر پایه RDF، با معانی برای تعمیم سلسله مراتب از خواص و طبقات است.
- OWL لغات بیشتری برای توصیف ویژگی‌ها و کلاس‌ها اضافه می‌کند: از بین آن‌ها، روابط بین کلاس ها(disjointness), cardinality(برای مثال "دقیقاً یک")، برابری، نوع‌سازی غنی تر از ویژگی‌ها، مشخصات ویژگی‌ها و شمارش کلاس‌ها.
- SPARQL یک پروتکل و زبان کوئری از مبانی وب معنایی است.

### وضعیت فعلی استانداردسازی
استانداردسازی‌های در حال پیشرفت فعلی شامل:
- قانون فرمت تبادل(RIF) به عنوان لایه‌ای از پشته وب معنایی.

لایه‌هایی که‌هایی که هنوز به‌طور کامل بیرون نیامده‌اند شامل:
- لایه‌های منطق وحدت و مدرک تحت تحقیقات فعال هستند.

مقصود بالابردن قابلیت استفاده و فایده وب است و ارتباط تنگاتنگ آن با منابع از طریق:
- سرورهایی سیستم‌های داده‌ای موجود را با استفاده از RDF و SPARQL نشان می‌دهند. خیلی تبدیل‌کننده‌ها به RDF از برنامه‌های کاربردی مختلف وجود دارد. پایگاه داده‌های رابطه‌ای یک منبع مهم هستند. سرور وب معنایی بدون تأثیرگذاری بر عملکرد سیستم موجود به آن پیوست می‌شود.
- اسناد «نشانه گداری شده» با اطلاعات معنایی (یک توسعه از تگ <meta>در HTML در صفحات وب امروزی برای تأمین اطلاعات موتورهای جستجوی وب، با استفاده از وب خزنده، به کاربرده می‌شود). این می‌تواند اطلاعات قابل فهم برای ماشین دربارهٔ محتوی اسناد قابل فهم برای انسان باشد (از قبیل تولیدکننده، عنوان، توضیحات اسناد) یا می‌تواند صرفاً ابرداده نمایش دهنده مجموعه‌ای از حقایق باشد (از قبیل منابع و خدمات در هر کجای سایت‌ها). (توجه کنید که هرچیزی که بتواند با شناسه منبع یکنواخت شناسایی (URI) شود، می‌تواند توصیف شود، بنابرین وب معنایی می‌تواند دربارهٔ حیوانات، مردم، اماکن، ایده‌ها استدلال کند) نشانه‌گذاری معنایی معمولاً خودکار، تا به صورت دستی، تولید می‌شود.
- واژگان ابرداده رایج (هستی‌شناسی‌ها) و نگاشت بین واژگان که به خالقان اسناد اجازه می‌دهد بدانند که چگونه اسنادشان را نشانه‌گذاری کنند، بنابرین عامل‌ها می‌توانند اطلاعات در ابرداده تأمین شده را استفاده کنند (بنابرین مؤلف درمقام 'مؤلف صفحه' با مؤلف در مقام مؤلف کتابی که موضوع مرور یک کتاب است، اشتباه گرفته نمی‌شود)
- عامل‌های خودکارشده برای اجرای وظایف برای کاربران وب معنایی با استفاده از این داده
- خدمات برپایه وب (معمولاً با عامل‌های خودشان) برای تأمین اطلاعات مخصوص عامل‌ها (برای مثال یک خدمت مورد اعتماد که یک عامل بتواند دربارهٔ تاریخچه خدمات ضعیف یا هرزه نگاری برخی فروشگاه‌های برخط بپرسد)

## واکنش‌های شکاک

### امکان‌سنجی عملی
منتقدان شدنی بودن تحقق کامل یا جزئی وب معنایی را می‌پرسند. بحران Cory Doctorow ("ابرچرند") از دورنمای رفتار انسان و ارجحیت‌های شخصی هست. برای مثال، مردم ممکن است برای گمراه کردن موتورهای وب معنایی که فرض را بر صحت ابرداده می‌گذارند، ابرداده جعلی به صفحات وب وارد کنند. این پدیده در ابرتگ‌ها شناخته شده بود که الگوریتم رتبه‌بندی آلتاویستا را با بالابردن رتبه صفحات وب به‌خصوص فریب می‌داد: موتور شاخص‌گذاری گوگل خصوصاً به دنبال چنین تلاش‌هایی برای دست کاری است. Peter Gärdenfors و Timo Honkela اشاره می‌کنند که فناوری‌های وب معنایی برپایه منطق، تنها یکسری از پدیده‌های مربوط به هستی‌شناسی را پوشش می‌دهند.
جایی که فناوری‌های وب معنایی درجه پذیرش عملی بالاتری پیدا کرد، تمایل بیشتری به بودن آن در هسته جوامع تخصصی و سازمان‌های برای پروژه‌های درون سازمانی است. محدودیت‌ها به سوی پذیرش عملی، در دامنه‌ها و حوزه‌های محدود تر از چالش کمتری نسبت به عامه مردم و تارنمای گسترده جهانی دارد.

## پتانسیل یک ایده در حال پیشرفت سریع
مقاله ابتکاری Scientific American در سال ۲۰۰۱ توسط برنزلی تکامل مورد انتظار از وب موجود به وب معنایی را توصیف کرد. یک تکامل کامل چنان‌که توسط برنزلی توصیف شد فعلاً در حال اتفاق افتادن است. در ۲۰۰۶ برنزلی و همکارانش اظهار داشتند که: "این ایده ساده، به هر حال، تا حد زیادی تحقق نیافته باقی مانده‌است. " در حالی که ایده هنوز در حال ساخت است، به نظر می‌رسد به سرعت در حال تکامل است و الهام بخش بسیاری بوده‌است. بین ۲۰۰۷–۲۰۱۰ بسیاری محققان پتانسیل اجتماعی وب معنایی را در کسب و کار و بخش سلامت و برای شبکه‌سازی اجتماعی، بررسی کرده‌اند. آن‌ها همچنین مرز تکامل دموکراسی را بررسی کرده‌اند: چگونه یک جامعه خواست مشترکش را به یک شیوه دموکراتیک از طریق وب معنایی فرم می‌دهد.

## سانسور و حفظ حریم خصوصی
اشتیاق دربارهٔ وب معنایی می‌تواند با نگرانی‌ها در مورد سانسور و حفظ حریم خصوصی تعدیل شود. برای مثال، فناوری‌های تحلیل متن حالا می‌توانند با استفاده از کلمات دیگر به راحتی کنار گذاشته شود، مثلاً استعاره‌ها، یا با استفاده از تصاویر به جای متن. یک اجرا حرفه‌ای از وب معنایی کنترل بر روی مشاهد و آفرینش اطلاعات آنلاین را برای دولت‌ها بسیار آسان‌تر می‌کند؛ چرا که فهمیدن این اطلاعات برای یک ماشین مسدودکننده محتوی خودکار، راحت‌تر است. به علاوه، این مسئله مطرح شده‌است که با استفاده از فایل‌های FOAF و ابرداده منطقه جغرافیایی، کمتر کسی حاضر به فاش شدن نامش در نگارش یک مقاله در یک وبلاگ شخصی خواهد شد. برخی از این نگرانی‌ها درخطاب به پروژه «وب آگاه سیاسی» بودند و یک عنوان فعال تحقیق و توسعه‌ای هستند.

## دوبرابر شدن فرمت‌های خروجی
انتقاد دیگر به وب معنایی این است که زمان بیشتری صرف ساخت و انتشار محتوی می‌شود، چرا که برای یک تکه از داده به دو فرمت نیاز است: یکی برای نمایش انسان و یکی برای ماشین‌ها. به هرحال، بسیاری از برنامه‌های کاربردی در حال توسعه وب، در حال پرداختن به این موضوع از طریق ایجاد یک فرمت قابل خواندن برای ماشین پس از انتشار داده یا درخواست ماشین برای پنین داده هستند. توسعه microformatها واکنشی دیگر به این نوع از انتقاد است. یکی دیگر از استدلال‌ها در دفاع از امکان‌سنجی وب معنایی، احتمالاً قیمت در حال سقوط وظایف هوش انسانی در بازار کار دیجیتال، مثلAmazon Mechanical Turk است.
مشخصات از قبیل eRDF و RDFa، به داده‌های دلخواه RDF اجازه می‌دهد در صفحات HTML تعبیه بشوند. مکانیزم GRDDL (گردآوری توصیفات منابع از روی گویش‌های زبانی) به ماده موجود (شامل ریز قالب‌ها یا Micro-formats) اجازه می‌دهد به‌طور خودکار به عنوان RDF تفسیر شوند؛ بنابرین ناشران تنها نیاز به استفاده از یک فرمت، مثل HTML، را دارند.

## پروژه‌ها
این بخش بعضی از پروژه‌ها و ابزار بسیاری را که جهت ایجاد راه حل‌های وب معنایی وجود دارد لیست می‌کند:

### DBpedia
DBpedia یک تلاش برای برای انتشار داده ساختاریافته‌استخراج شده از ویکی‌پدیا است: داده در RDF منتشر شده و برای استفاده در وب تحت لیسانس مستندسازی آزاد GNU قابل دسترس می‌شود، بنابرین به عامل‌های وب معنایی اجازه می‌دهد استنتاج و query گرفتن پیشرفته بر روی مجموعه داده مشتق شده از ویکی‌پدیا را فراهم بیاورند و استفاده مجدد و توسعه در دیگر منابع داده را تسهیل کنند.

### FOAF
یک واژه پرطرفدار در وب معنایی دوستِ دوست است که از RDF برای توصیف روابط مردم با دیگر مردم در «چیزهای» اطراف آن‌ها، استفاده می‌کند.FOAF به عامل‌های هوشمند، برای درک هزاران ارتباطی که مردم با یکدیگر دارند، مشاغل آن‌ها و موارد مهم در زندگی آنها، مجوز می‌دهد؛ ارتباطاتی که ممکن است در موتورهای جستجوی سنتی برشمرده بشود یا نشود؛ زیرا ارتباطات از لحاظ تعداد بسیار گسترده‌است و تفسیر انسان از این اطلاعات ممکن است بهترین راه برای تحلیل آن‌ها نباشد.
FOAF یک مثال از چگونگی تلاش وب معنایی برای استفاده از ارتباطات در زمینه اجتماعی است.

### SIOC
پروژه جوامع آنلاین معنایی پیوسته (SIOC، «شاک» تلفظ می‌شود) یک واژگان از اصطلاحات و روابط را که فضاهای داده وب را مدل می‌کند، فراهم می‌آورد. مثال‌هایی از این نوع فضاهای داده شامل: تالارهای گفتگو، بلاگ‌ها، پست‌های بلاگ/خبرخوان‌ها، لیست‌های پستی، به اشتراک‌گذاری بوک مارک‌ها و گالری عکس‌ها، می‌شود.

### NextBIO
یک پایگاه داده تقویت‌کننده علوم زیستی بالا تجربی داده‌های تگ شده و با استفاده از هستی‌شناسی پزشکی مرتبط شده‌اند. NextBio با استفاده از یک رابط موتور جستجو قابل دسترسی است. محققان می‌توانند یافته‌های خود را برای الحاق به پایگاه داده کمک کنند. پایگاه داده در حال حاضر از توضیحات داده پروتئین و ژن و توالی داده‌های محوری پشتیبانی می‌کند و به‌طور پیوسته در حال گسترش برای حمایت از انواع دیگر داده‌های بیولوژیکی است.